# Polyrhachis polymnia
Polyrhachis polymnia é uma espécie de formiga do gênero Polyrhachis, pertencente à subfamília Formicinae.